# 芝加哥、伯靈頓和昆西鐵路
芝加哥，伯靈頓和昆西鐵路（英文：Chicago, Burlington and Quincy Railroad，縮寫：CB&Q；代號：CBQ），是美國中西部曾經存在的一個鐵路系統。其簡稱Q，或伯靈頓鐵路（Burlington Route），和後繼者伯靈頓和西北鐵路以及BNSF鐵路相同，主要服務於科羅拉多州，伊利諾伊州，艾奧瓦州，肯塔基州，密蘇里州，蒙大拿州，內布拉斯加州，威斯康星州和懷俄明州。其路網亦通過子公司科羅拉多和南方鐵路（Colorado and Southern Railway，C&S），沃思堡和丹佛鐵路（Fort Worth and Denver Railway，FW&D）延伸到延伸到新墨西哥州和德克薩斯州。伯靈頓鐵路亦曾和岩島鐵路共同擁有伯靈頓－岩島鐵路。伯靈頓主線聯結芝加哥，明尼阿波利斯-聖保羅，聖路易斯，堪薩斯城，奧馬哈和丹佛。由於伯靈頓主要經營地區為美國中西部地區，故其宣傳口號為：“西部任何地區”，“和風之路”以及“西部之路”。1970年，伯靈頓鐵路和其他數家鐵路公司合併成立伯靈頓北方鐵路（今BNSF铁路）。
1967年，伯靈頓鐵路共計運送195.65億噸每英里的貨物，7.23億人次每英里的客運。其子公司科羅拉多和南方鐵路為11億噸每英里的貨物和1千萬人次每英里客運，沃思堡和丹佛鐵路為14.66億噸每英里的貨物和1300萬人次每英里客運。1970年合併時，伯靈頓線路總里程數為8,538英里，科羅拉多和南方鐵路為708英里，沃思堡和丹佛鐵路為1362英里，伯靈頓－岩島鐵路情況不詳。

## 歷史

### 1848-1882
芝加哥，伯靈頓和昆西鐵路的直系前身為“奧羅拉支線鐵路”，於1848年10月2日由伊利諾伊州議會特許成立。成立的緣由是奧羅拉和巴達維亞居民認為當時芝加哥西向唯一的鐵路“加利那和芝加哥聯合鐵路”將取道西芝加哥而繞過奧羅拉和巴達維亞。“奧羅拉支線鐵路”從芝加哥開始，經巴達維亞至奧羅拉市。鐵路線沿著舊有木質軌道路基建設，並盡量避免坡度。“奧羅拉支線鐵路”向其他鐵路公司租用車輛開行從奧羅拉至西芝加哥的客貨運列車，並借用“加利那和芝加哥聯合鐵路”雙線鐵路的其中一條路軌將列車開進芝加哥市區。“加利那和芝加哥聯合鐵路”要求奧羅拉支線鐵路上繳共用線路運營所得的70%，因此，1850年代中期，奧羅拉支線鐵路轉而尋求獨立建設鐵路線路進入芝加哥。
新鐵路線將經由一系列新興城鎮：納珀維爾，利斯爾，唐納氏格羅夫，欣斯代爾，伯溫以及芝加哥西郊。1862年，新線建成並開始客貨運輸。1863年開設通勤客車，亦是芝加哥最早的通勤線路之一。芝加哥通勤鐵路一直使用“奧羅拉支線鐵路”和其後繼者的路軌運營通勤線路至今。
隨著新線的修建和車隊規模的擴大，1862年開始，伯靈頓鐵路開始成為芝加哥主要私鐵商。值得一提的是，該鐵路公司及其後繼者在美國鐵路歷史中，是唯一一個沒有巨額債務或無法清償貸款的不良記錄的一級鐵路運營商，其紀錄保持了150年並仍在繼續。
鐵路公司的名稱亦隨著路網不斷擴張而更改。1852年6月，“奧羅拉支線鐵路”更名為“芝加哥和奧羅拉鐵路”，1856年更名為“芝加哥，伯靈頓和昆西鐵路”。其後不久，路網的西端延伸至其名稱中涉及的兩個城市：艾奧瓦州伯靈頓市和伊利諾伊州昆西市。兩座城市均位於密西西比河畔。1868年，兩座密西西比河鐵路橋建成，伯靈頓鐵路和艾奧瓦州另一家以“伯靈頓”命名的鐵路，“伯靈頓和密蘇里河鐵路”，在伯靈頓接軌，和密蘇里州的“漢尼拔和聖約瑟夫鐵路”接軌，使得伯靈頓鐵路的列車拓展到密西西比河和密蘇里河之間的區域。同時，“漢尼拔和聖約瑟夫鐵路”亦首次使用鐵路運送郵政信件。密蘇里河以西地區的郵件經過驿马快信制傳至密蘇里河左岸的聖約瑟夫後，由鐵路郵政車運送至全國各地。
伯靈頓和密蘇里河鐵路繼續跨越密蘇里河並將線路延伸至內布拉斯加州。1869年“內布拉斯加伯靈頓和密蘇里河鐵路”作為一家法理上獨立的公司成立，1870年，線路延伸至林肯市，該市為內布拉斯加州州府所在地。1872年，線路至卡尼。同年，“伯靈頓和密蘇里河鐵路”艾奧瓦州分部被芝加哥，伯靈頓和昆西鐵路收購。同時，普拉茨茅斯密蘇里河鐵路橋由“內布拉斯加伯靈頓和密蘇里河鐵路”完成通車，在西面，鐵路進入科羅拉多州並繼續向丹佛推進。1882年，線路終於延伸至西端終點丹佛，同年，“內布拉斯加伯靈頓和密蘇里河鐵路”被芝加哥，伯靈頓和昆西鐵路收購，芝加哥和丹佛之間首條直通線路正式完成。

### 1882-1901
美國內戰後，伯靈頓鐵路進入了迅速發展時期。公司在波士頓著名商人約翰·默里·福布斯的主持下，經濟狀況一直非常良好。福布斯的助手，查爾斯·埃利奧特·珀金斯於1881年至1901年擔任伯靈頓鐵路總裁。在珀金斯主導下，伯靈頓鐵路從原有的鬆散獨立經營的聯合體，轉變為一個統一的穩固的鐵路系統。在珀金斯任內，伯靈頓鐵路系統擴大了三倍，成為美國中西部主要一級鐵路運營商之一。

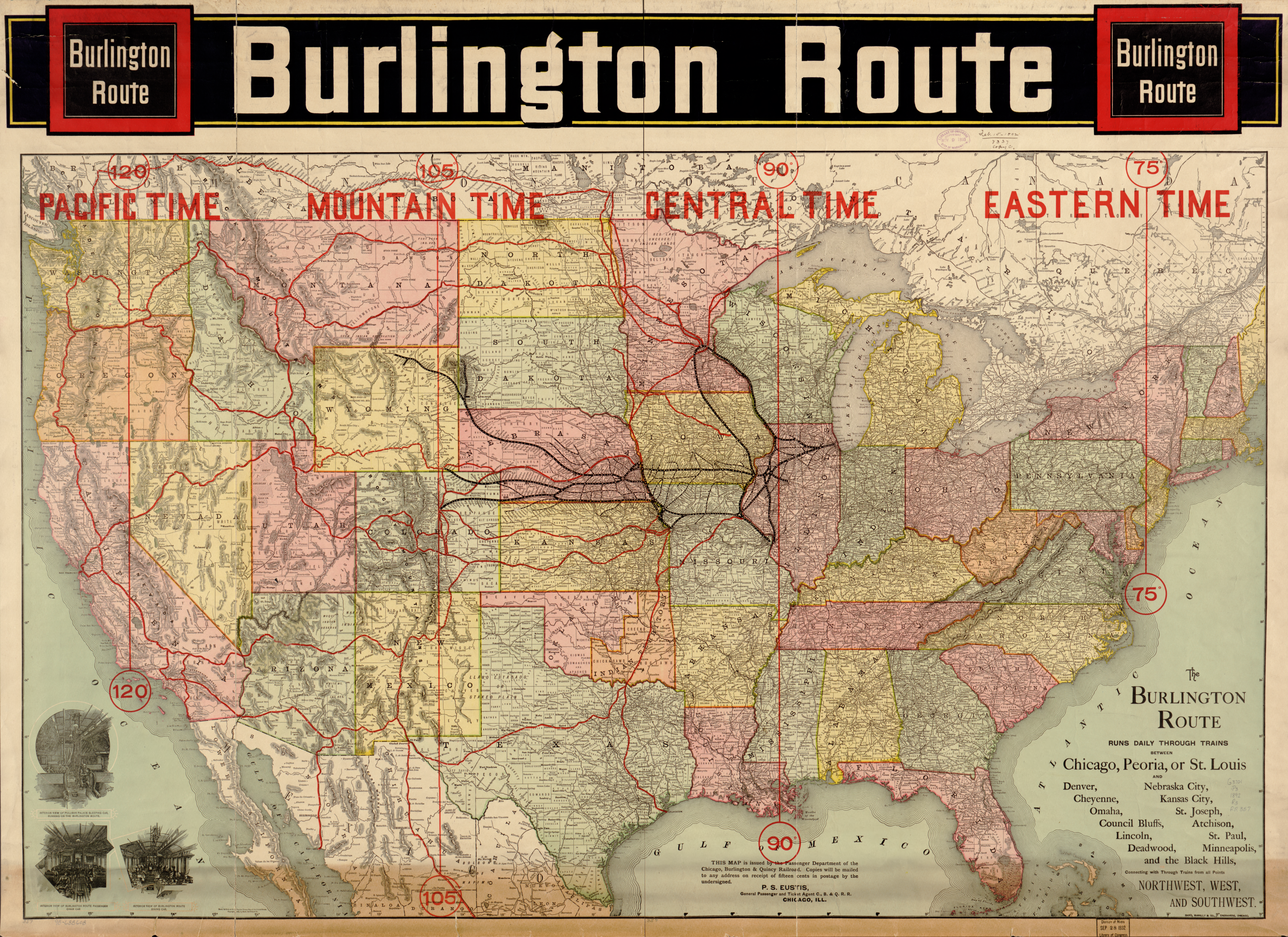
1892年伯靈頓鐵路系統圖；黑色線為伯靈頓鐵路線，紅色線為其他接軌的主要線路

珀金斯認為，伯靈頓鐵路的出路在於擁有自己的橫貫大陸鐵路。雖然當時伯靈頓鐵路系統向西已經抵達了丹佛市和蒙大拿州比靈斯，但其在鐵路建設成本較低的1880和1890年代內未將線路延伸至西海岸。當時，E·H·哈里曼主導下的聯合太平洋鐵路通過合作和控股等方式獲得了第一條橫貫大陸鐵路，但珀金斯卻選擇和詹姆斯·J·希爾領銜的大北方鐵路合作。大北方鐵路的總部和線路起點位於聖保羅，伯靈頓鐵路有一條鐵路線連接聖保羅和芝加哥，使得大北方鐵路的列車可以駛入美國中西部交通樞紐芝加哥，伯靈頓的列車亦可經大北方鐵路的線路直抵西海岸。同時，大北方鐵路亦購進伯靈頓鐵路的股票。至1900年，大北方鐵路和北太平洋鐵路幾乎認購了100%伯靈頓鐵路發行的股票。
1901年，聯合太平洋鐵路總裁哈里曼欲控制伯靈頓鐵路，在股市上發起了對北太平洋鐵路股份的突襲收購。為此，北太平洋鐵路，伯靈頓鐵路和大北方鐵路合併成立“北方安全公司”以抵禦聯合太平洋鐵路的破壞性認購。1903年，根據謝爾曼反托拉斯法，美國最高法院在美利堅合眾國訴北方安全公司案中裁定北方安全公司解散。

### 1901-1945

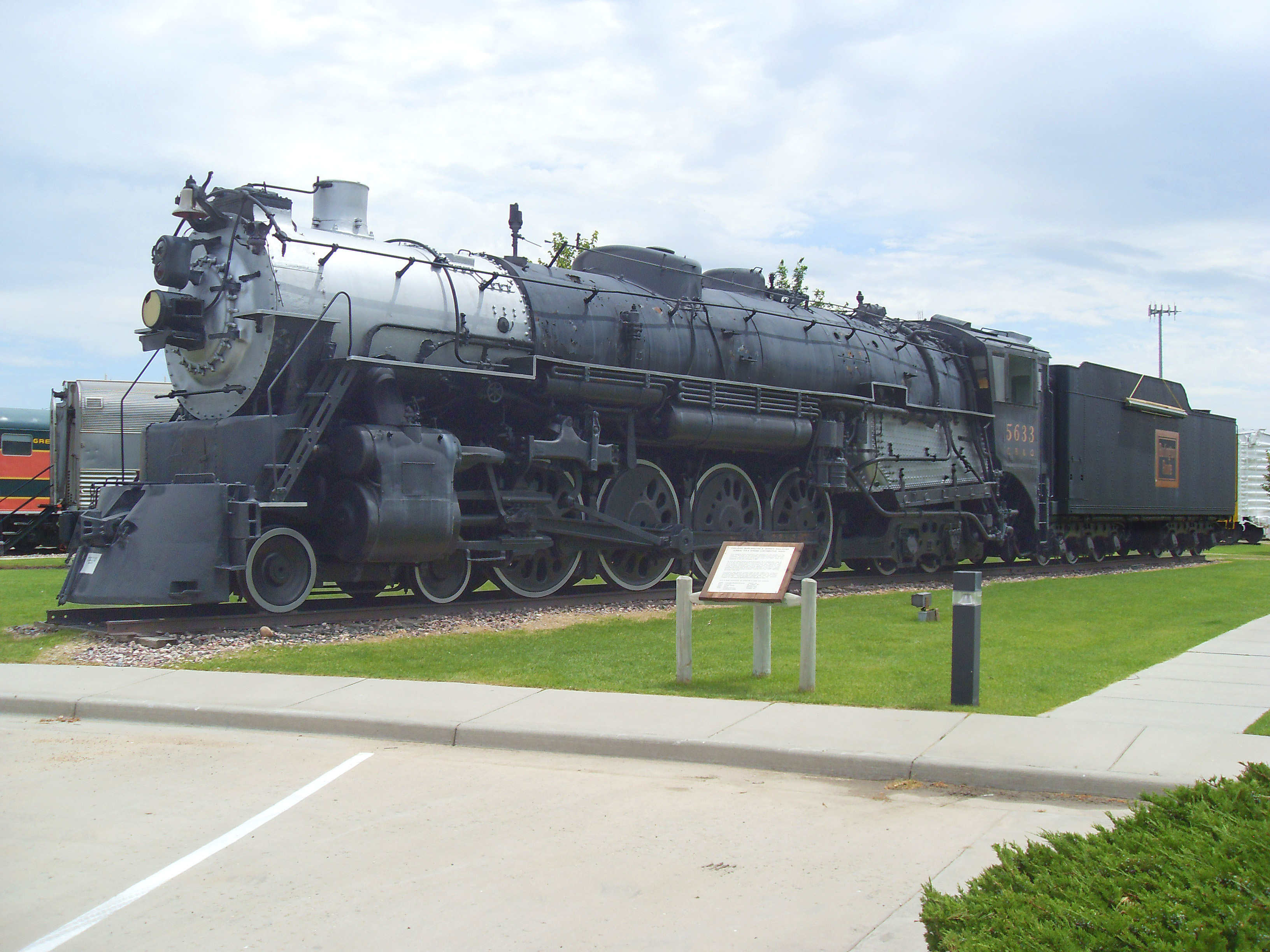
伯靈頓鐵路曾使用1940由西伯靈頓機車廠生產的蒸汽機車，1956年退役，1962年起展出於懷俄明州道格拉斯市

進入20世紀後，伯靈頓鐵路的線路繼續擴張。1908年，伯靈頓鐵路收購“科羅拉多和南方鐵路”及“沃思堡和丹佛鐵路”。使得伯靈頓的列車向南延伸至達拉斯以及墨西哥灣沿岸的休斯頓和加爾維斯敦。同時，伯靈頓鐵路亦修築了從伊利諾伊州康科德至肯塔基州帕迪尤卡的線路，將系統延伸至密西西比河谷地區。在全盛的1920年代，伯靈頓鐵路共延伸至14個州，線路全長超過12,000英里，車輛和站場規模也擴展迅速。大蕭條時期，許多車輛被淘汰和廢棄。雖然此時客運流量已經開始減少，伯靈頓推出了享譽全國的“和風號”系列快速列車。
1929年，伯靈頓鐵路成立了一家子公司“伯靈頓運輸公司”，提供於鐵路客運相互補的城際巴士服務。1936年，伯靈頓運輸公司和其他數家鐵路公司的巴士子公司共同成立“旅途運輸系統（Trailways Transportation System）”。該公司至今仍然是美國主要城際巴士系統之一，伯靈頓運輸公司的部分亦以“伯靈頓旅途（Burlington Trailways）”名稱運營至今。
從1897年開始，伯靈頓鐵路就開始尋求以內燃機作為鐵路機車動力。同年，奧羅拉機車工廠生產了一台笨重的僅3馬力輸出柴油引擎，該柴油機極為笨重（飛輪約6000磅），可靠性地下，製作粗糙，且極易過熱（儘管採用了當時最耐熱的金屬，運行數分鐘後氣缸頭和內壁會融化彎曲），沒有實用性。當時，柴油機被認為僅適用於大型，連續低速運轉的輪船或機器。當時並沒有為高速運行的鐵路機車設計製造的輕量級高速柴油機。

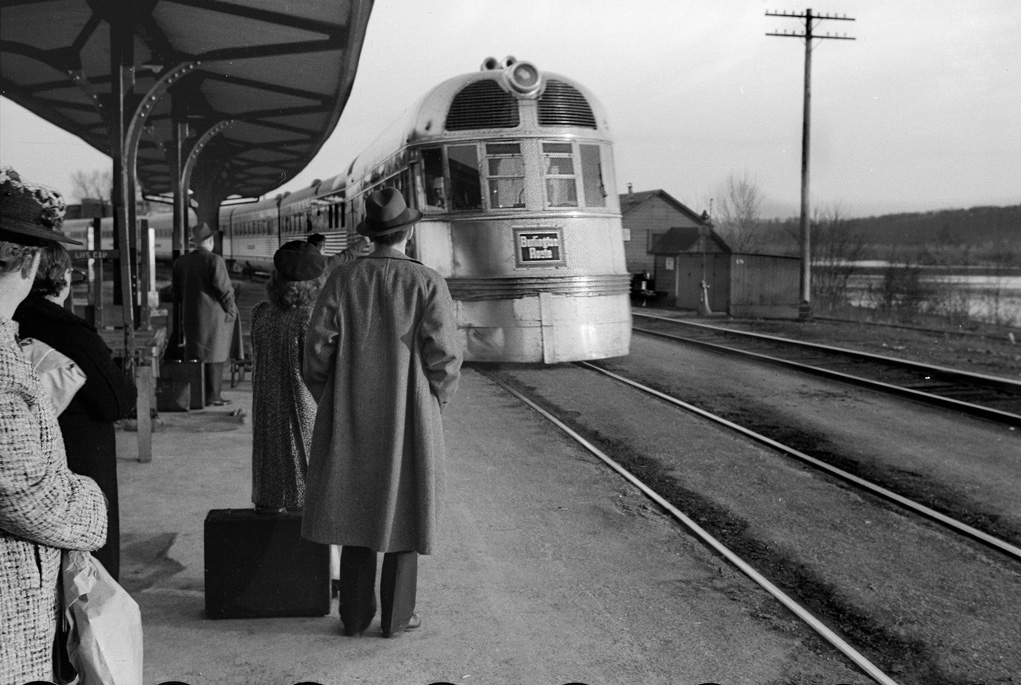
“和風號”列車抵達伊利諾伊州東杜佈切車站

其後，伯靈頓鐵路向易安迪訂購了“穿梭型”汽油機動力，電力傳動的鐵路車輛，並以此生產自己的“汽電車輛”，一輛該車能取代傳統蒸汽機車和一節客車的作用。隨後，伯靈頓公司向奇異公司訂購了數台柴油動力中置司機室調車機車。在此基礎上，伯靈頓公司總裁拉夫·巴德向威通引擎公司請求設計一款輕型，大功率柴油引擎，適合長時間高速運行，用於幹線客運列車。
開發引擎的負責人，通用動力分管研發的副總裁查爾斯·凱特靈回憶道：“在開發過程中幾乎沒有遇到棘手的問題”。伯靈頓鐵路內部曾認為拉夫·巴德“將全部賭注押在柴油機上”，對此，巴德回應道：“我知道通用研發人員從一開始就預期到了最後的成功，我從來不認為這是一場賭博”。研發的成果是一台八氣缸威通8-201A型柴油機，其大小僅有美國小型垃圾箱般大小。“伯靈頓和風號”裝備該引擎並且創下了丹佛至芝加哥不停站客運速度紀錄。從此，柴油機車開始大規模用於幹線客貨運輸，並開始取代蒸汽機車。

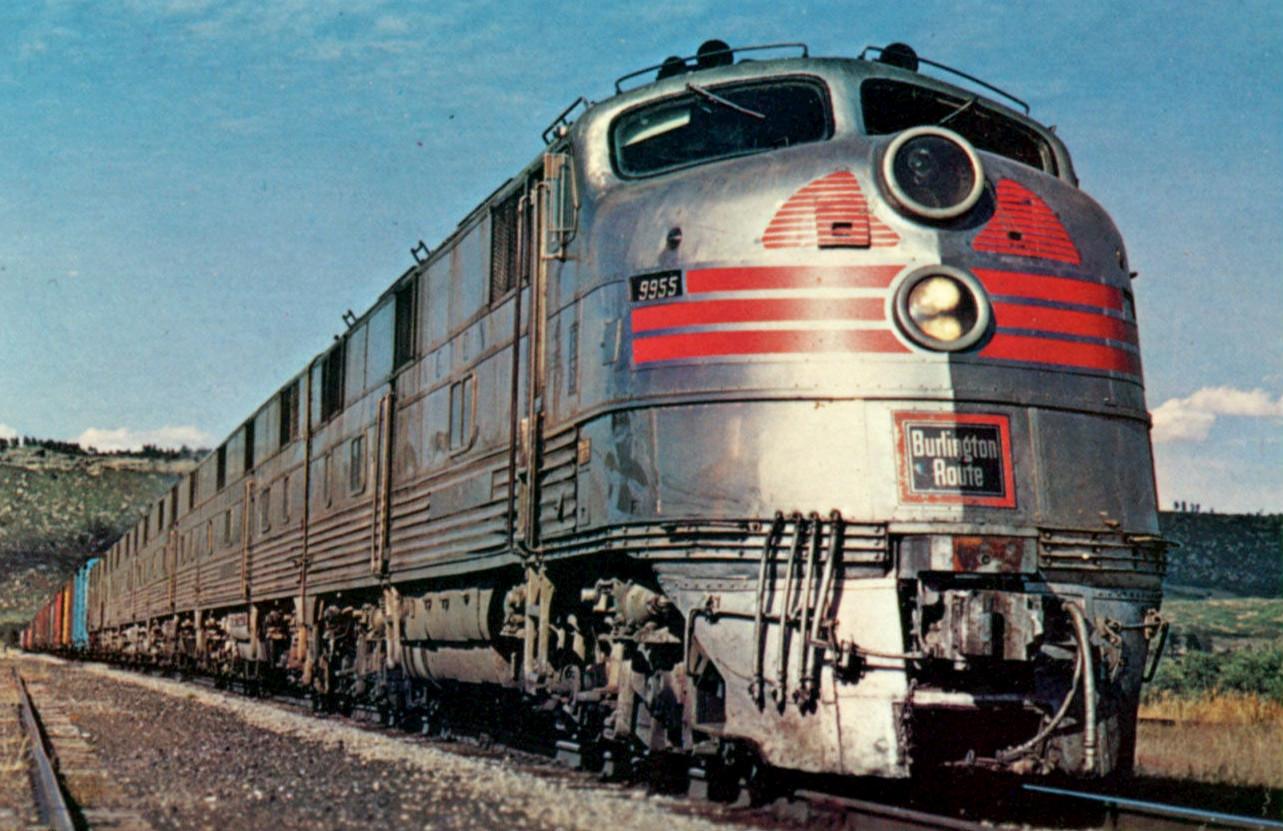
1967年左右，原“和風號”系列的柴油機車改為牽引貨物列車

### 1945-1970
第二次世界大戰以後，伯靈頓鐵路車隊內仍然保存著大量蒸汽機車，於此同時，柴油機車已經成為了客貨運輸的主力機車。蒸汽機車開始慢慢退役，最後一列蒸汽機車牽引的列車是1959年9月28日芝加哥通勤線列車，從芝加哥聯合車站開往唐納氏格羅夫，標誌著伯靈頓鐵路蒸汽時代的完結。
鑒於1960年代美國鐵路業蕭條的景況以及20世紀初期合併的經驗，1970年3月2日，芝加哥，伯靈頓和昆西鐵路與北太平洋鐵路，大北方鐵路和斯波坎，波特蘭和西雅圖鐵路合併組成伯靈頓北方鐵路。達成了詹姆斯·J·希爾的最初的規劃。

## 伯靈頓和風系列客運列車

1934年5月26日，乘坐先鋒者微風號“夕發朝至”創速度紀錄運行的乘客在芝加哥聯合車站合影留念

伯靈頓鐵路客運列車中，最引人注目的是一系列流線型鐵路列車“和風號”。“和風號”系列亦是美國規模最大，知名度最高的流線型列車組。首輛“伯靈頓和風號”採用了關節轉向架，不鏽鋼輕型車體等一系列先進技術，亦是美國首批柴油機驅動，電力傳動的旅客列車之一。1934年5月26日芝加哥“進步的世紀”萬國博覽會期間從丹佛以“夕發朝至”的運營方式，不停站行駛至芝加哥，並創造了一項世界紀錄。1934年11月10日，該車投入林肯和堪薩斯城之間的商業運營。此後，“和風號”系列亦不斷擴大。伯靈頓鐵路以“和風之路”作為廣告大加宣傳，然而20世紀20年代以來鐵路客運已經開始衰退，雖然“和風號”系列技術先進，裝備優良，但亦無法改變趨勢。“和風號”系列一直延續至1970年美國國鐵成立並接手全國長途鐵路客運。
“和風號”系列包括：
- 先鋒者微風號（林肯－奧馬哈－堪薩斯城）
- 雙城和風號（芝加哥－明尼阿波利斯－聖保羅）
- 马克·吐温和風號（聖路易斯－伯靈頓）
- 丹佛和風號（芝加哥－丹佛）
- 內布拉斯加和風號（芝加哥－林肯）
- 山姆·休士頓和風號（休斯頓－達拉斯－沃思堡）
- 奧扎克州和風號（堪薩斯城－聖路易斯）
- 潘興將軍和風號（堪薩斯城－聖路易斯）
- 銀色閃電和風號（堪薩斯城－奧馬哈－林肯）
- 阿卡－薩－本和風號（芝加哥－林肯）
- 和風火箭號（聖路易斯－伯靈頓－明尼阿波利斯－聖保羅）：和岩島鐵路聯運
- 德州和風號（丹佛－達拉斯－沃思堡）
- 美國皇家和風號（芝加哥－堪薩斯城）
- 堪薩斯城和風號（芝加哥－堪薩斯城）
- 加州和風號（芝加哥－奧克蘭）：芝加哥－丹佛為伯靈頓鐵路運營，丹佛－鹽湖城由丹佛和格蘭德河鐵路運營，鹽湖城－奧克蘭由西太平洋鐵路運營

伯靈頓其餘主要客運線路有：
- 貴族號（芝加哥－丹佛）：替換“科羅拉多人號”[6][7]
- 阿卡－薩－本號（芝加哥－林肯）：替換“內布拉斯加特快”，後被“阿卡－薩－本和風號”替換
- 美國皇家號（芝加哥－堪薩斯城）：後被“美國皇家和風號”替換
- 大西洋快線（西雅圖－塔科馬－芝加哥）：和北太平洋鐵路聯運
- 黑色小鷹號（芝加哥－明尼阿波利斯-聖保羅夜班車）
- 芝加哥特快（芝加哥－丹佛）
- 科羅拉多人號（芝加哥－丹佛）：後被“貴族號”替換
- 丹佛特快（丹佛－芝加哥）
- 展覽會飛行者號（芝加哥－奧克蘭）：和丹佛和格蘭德河鐵路，西太平洋鐵路聯運，被“加州和風號”取代[8]
- 帝國建設者號（芝加哥－西雅圖/波特蘭）：大北方鐵路旗艦列車，伯靈頓鐵路負責芝加哥至明尼阿波利斯段運營
- 快速郵件號（芝加哥－林肯）
- 主街者號（芝加哥－西雅圖）：北太平洋鐵路列車，伯靈頓鐵路負責芝加哥至明尼阿波利斯段運營
- 內布拉斯加特快（芝加哥－林肯）：後被“阿卡－薩－本號”取代
- 北岸特快（芝加哥－西雅圖）：北太平洋鐵路旗艦列車，伯靈頓鐵路負責芝加哥至明尼阿波利斯段運營
- 北太平洋特快（芝加哥－西雅圖－塔科馬）：和北太平洋鐵路聯運
- 陸上特快（芝加哥－丹佛）：與“貴族號”和“科羅拉多特快號”和“丹佛和風號”競爭[6]
- 北方之星（芝加哥－西雅圖）：大北方鐵路列車，伯靈頓鐵路負責芝加哥至明尼阿波利斯段運營
- 和風接駁（丹佛－夏延）：提供丹佛和懷俄明州夏延之間日間客運服務

目前，美鐵線路中依然保留著兩對“和風號”列車，“加州和風號”每日開行一對，車次為5次（西向）和6次（東向）。另一列為“伊利諾伊和風號”，從芝加哥至昆西，為堪薩斯城和風號和美國皇家和風號的縮短版本。

## 行業創新
芝加哥，伯靈頓和昆西鐵路曾在美國鐵路系統中有許多創新之舉，如首次採用車載打印式電報系統（1910年），車載無線電通訊系統（1915年），流線型柴聯車（1934年，和聯合太平洋鐵路幾乎同時）和玻璃穹頂式觀景車廂（1945年）。1927年，CB&Q率先開始採用调度集中系统，1957年底，線路達到1,500英里（2,400公里）。

## =參考書目
- Dorin, Patrick C. . Seattle, Wash.: Superior Publishing Company. 1976. ISBN 0-87564-523-2. LCCN 76017317.
- Schwantes, Carlos A. . Indiana University Press. 2003  [2012-12-24]. ISBN 0-253-34202-3. （原始内容存档于2016-05-27）.
- Yago, Glenn. . Cambridge University Press. 1984  [2012-12-24]. ISBN 0-521-25633-X. （原始内容存档于2016-05-12）.

## 延伸閱讀
- Bryant, Keith L., Jr., Editor. Encyclopedia of American Business History and Biography, Railroads in the Twentieth Century. New York: Facts on File, 1990.
- Frey, Robert L., Editor. Encyclopedia of American Business History and Biography, Railroads in the Nineteenth Century. New York: Facts on File, 1988.
- Hidy, Ralph W., et al. The Great Northern Railway, A History. Boston: Harvard Business School Press, 1988.
- Klein, Maury. The Life and Legend of E.H. Harriman. Chapel Hill, NC: University of North Carolina Press, 2000.
- Martin, Albro. James J. Hill and the Opening of the Northwest. New York: Oxford University Press, 1976.
- Overton, Richard C. Burlington Route, a History of the Burlington Lines. New York: Knopf, 1965

## 相關鏈接
- 伯靈頓鐵路歷史網站 （页面存档备份，存于）
- 北美鐵路宣傳歷史 （页面存档备份，存于）
- 芝加哥科學技術博物館“先鋒者微風號”的介紹 （页面存档备份，存于）
- 加州和風號網路展覽館 （页面存档备份，存于）
- 伯靈頓鐵路馬克·吐溫和風號介紹 （页面存档备份，存于）
- 流線型機車：失落的美國火車 （页面存档备份，存于） PBS“美國經驗”系列節目
- 北方安全公司法律資料 （页面存档备份，存于）“合眾國訴北方安全公司案”相關資料，收藏於康乃爾大學圖書館法律文獻分部最高法院相關部分
- 1850年的伊利諾伊鐵路 （页面存档备份，存于）
- 北美鐵路系譜 （页面存档备份，存于）